# 筑紫野市立吉木小学校
筑紫野市立吉木小学校（ちくしのしりつ よしきしょうがっこう）は、福岡県筑紫野市大字吉木にある公立小学校。

## 沿革
- 1874年 - 開校

## 委員会
- 運営委員会
- 体育委員会
- 集会委員会
- 図書委員会
- 保健委員会
- 給食委員会

## クラブ活動
- 屋外クラブ
- 屋内クラブ
- ホームメイドクラブ
- 生け花・茶道クラブ
- パソコンクラブ
- 自由研究クラブ

## 交通手段
西鉄福岡・天神駅→西鉄二日市駅→西鉄バスに乗り換え→二日市駅前→吉木入口→歩いて８分→筑紫野市立吉木小学校

## 著名な出身者
- 西舘昂汰（野球選手)